# Renaissancebrunnen in Freiburg

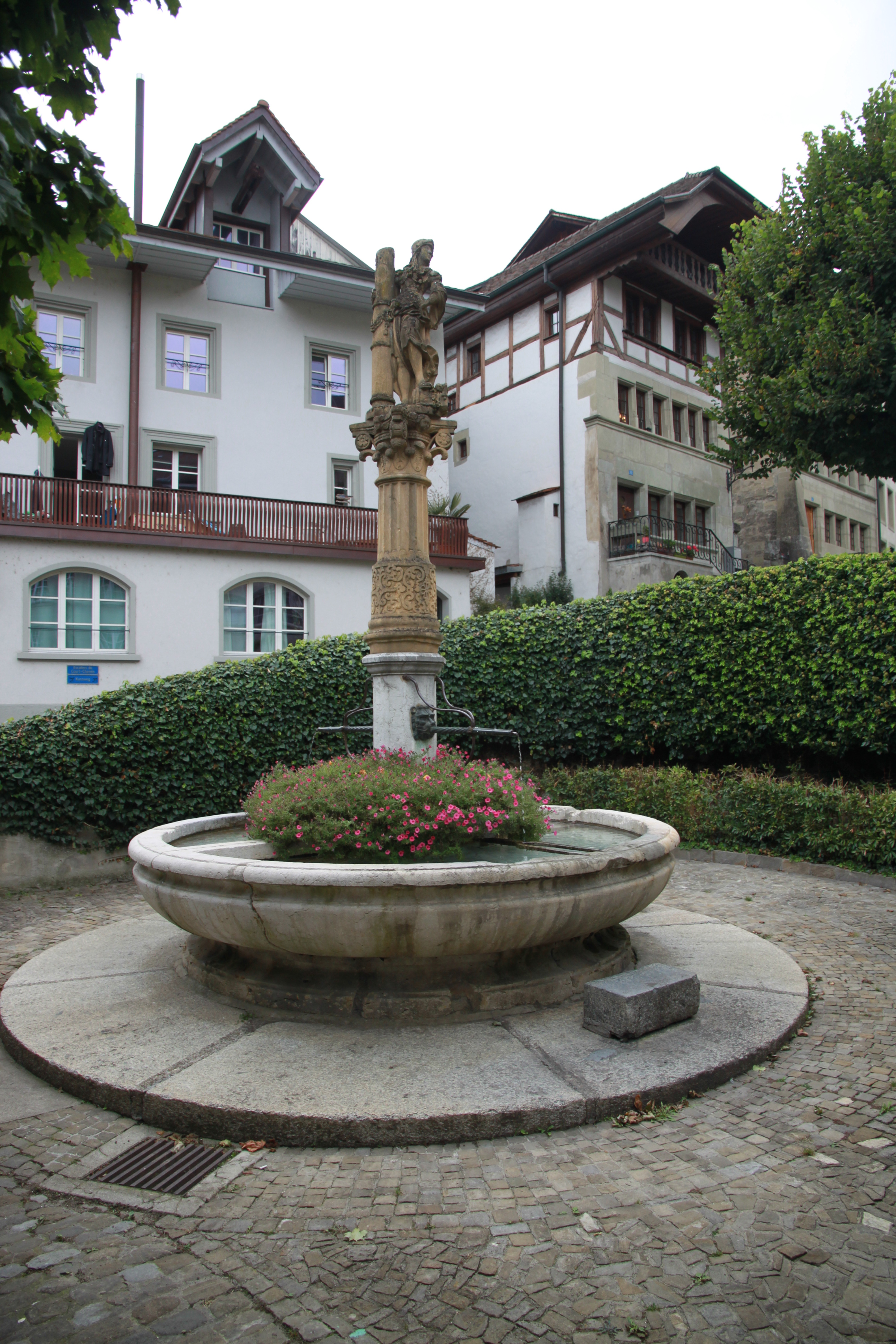
Stärkebrunnen: rundes Becken mit Brunnenfigur auf einer zentralen Säule

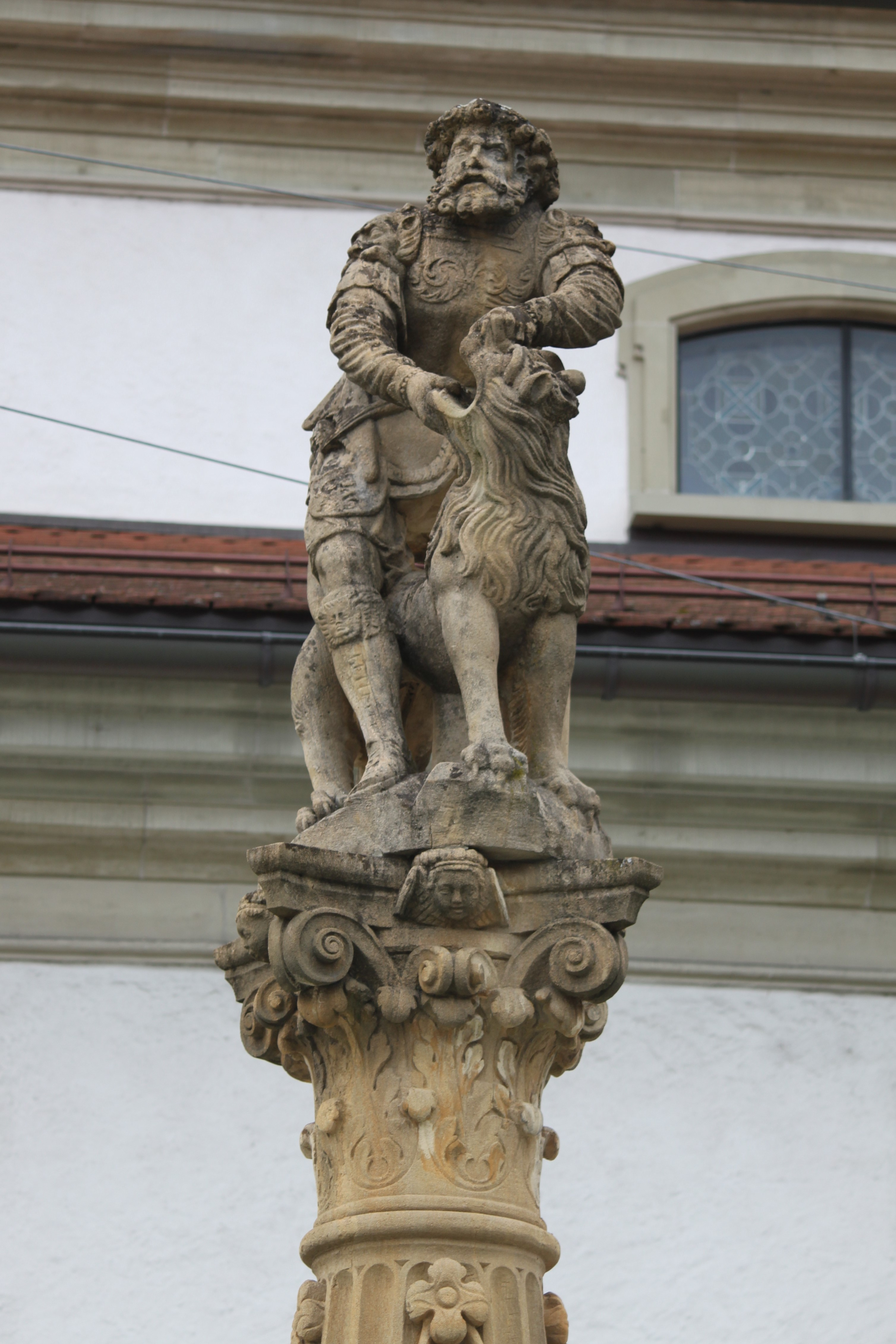
Samsonbrunnen aus der Werkstatt Hans Gieng, 1547

Die Renaissancebrunnen sind öffentliche Laufbrunnen in der schweizerischen Stadt Freiburg im Üechtland. Sie tragen eine biblische oder allegorische Figur auf einem Brunnenstock, meist einer Säule. Die aus dem 16. und frühen 17. Jahrhundert stammenden Bauwerke versahen nebst der Versorgung der Bewohner mit Trinkwasser noch weitere wichtige Funktionen in der historischen Stadt. Von den zehn Figurenbrunnen aus der Renaissance sind alle zehn erhalten, die Brunnen jedoch teilweise verschoben und sämtliche originalen Figuren beziehungsweise Figurengruppen durch Kopien ersetzt und die Originale ins Museum für Kunst und Geschichte Freiburg überführt.

## Mittelalterliche Wasserversorgung
Die Trinkwasserversorgung von Freiburg wurde seit dem 16. Jahrhundert durch ein System von Laufbrunnen modernisiert. Zwar verfügte die Stadt schon früher über Laufbrunnen, darunter auch einige mit Figuren, aber nur aus Holz. Mit der Modernisierung sollten Säulen, Kapitelle und Skulpturen aus Stein die Holzstöcke und -skulpturen ersetzen.
Laufbrunnen werden mit fliessendem Wasser versorgt und von einer Quelle gespeist, die meist weit entfernt liegt und deren Wasser durch Röhren zu den Brunnen geführt wird. Sie haben gegenüber den Sodbrunnen den Vorteil, dass das Wasser ortsunabhängig von der Quelle geschöpft werden kann und sie bequemer für die Nutzung sind. Diese Vorteile ermöglichen es, unter Berücksichtigung eines gewissen Höhenunterschieds die Standorte der Brunnen nach städtebaulichen Gesichtspunkten auszuwählen. Die Topografie Freiburgs bot genügend Möglichkeiten, das benötigte Gefälle zu erreichen. Wie Einträge in historischen Rechnungsbüchern belegen, war die Stadt die Auftraggeberin der zehn Figurenbrunnen.
Brunnen zu erneuern oder neue zu errichten, war aufwändig. Um die Steine (Sandstein von Pont und La Molière, Kalkstein aus dem Jura, die man vor Ort auswählte) zu brechen und in die Stadt zu transportieren, musste man Steinhauer, Schiffleute und Karrer beschäftigen. Neben den städtischen Brunnenknechten waren Maurer, Steinmetze und Metallhandwerker für den Bau nötig. Für Anschlüsse, Röhren oder für Beckenbeschläge waren Blei, Kupfer und Eisen zu beschaffen und zu bearbeiten. Für den Brunnenstock und die farbig gefassten Figuren, die ihn bekrönten, war die Arbeit von Bildhauern und Malern gefragt. Nach beendeter Arbeit richteten Pflästerer die unmittelbare Umgebung her. Halbfertigprodukte wie Nussöl, Wachs oder Firnis für die Malerei waren bei verschiedenen Zulieferern zu beschaffen, Handlanger und Fachleute anzustellen. Und für alle war der Tageslohn, aber auch ein Trinkgeld vorzubereiten.
Heute haben die Figurenbrunnen – wie die Brunnen überhaupt – keine relevanten Funktionen mehr; sie sind zu reinen Denkmälern oder zu unverstandenem Dekor des öffentlichen Raums geworden. Sie spielen allenfalls noch als Sehenswürdigkeiten und fotogene Sujets für Touristen eine Rolle. Im 16. und frühen 17. Jahrhundert zählten sie zur lebenswichtigen Infrastruktur der Stadt. Die Bewohner holten an diesen Brunnen ihr Trinkwasser, benutzten es auch zum Waschen. Das Gebrauchtwasser goss man in die Abwasserrinne oder den Stadtbach, der teilweise vom Gewerbe genutzt und für die Brandbekämpfung auch in Weihern Wasser vorrätig hielt. Ausser der Trinkwasserversorgung und der Abwasserentsorgung, die mit jedem Brunnen verbunden war, hatten sie noch weitere Funktionen. Als die Mehrheit der Stadtbewohner noch nicht lesen und schreiben konnte, dienten die Figurenbrunnen auch der öffentlichen Information, und zwar in zweifacher Hinsicht. Erstens hatten sie eine identitätsstiftende Wirkung und wurden auch zur Legitimierung der städtischen Ordnung eingesetzt. Freiburg inszenierte sich mit seinen Figurenbrunnen als katholische Stadt, die ihre Stellung deutlich machte. Sie ermahnte ihre Bewohner mit biblischen Brunnenfiguren zu einem katholischen Glaubensbekenntnis und stellte sich auch politisch als Machtfaktor und der Eidgenossenschaft zugehörig dar, wie das Relief des Schweizer Schutzpatrons Bruder Klaus am Samariterinbrunnen deutlich macht. Zweitens erfüllten die Brunnen noch eine weitere Funktion: Als Ort der Kommunikation war der Brunnen auch ein Treffpunkt und Lebensmittelpunkt im täglichen Leben beim Wasserholen. Hier wurden Gebote und Verbote, Nachrichten, Meinungen und Neuigkeiten ausgetauscht und dazu Stellung genommen.
Die Themen der Brunnen wurden nicht willkürlich ausgesucht. Oft war der Ort des Brunnens massgebend für die Wahl des Themas. Wie der Johannes-, der Petrus- und der Annabrunnen nahelegen, ging die Wahl der Heiligenfigur auf eine in der Nähe gelegene Kirche zurück. Das war aber nicht das einzige Auswahlkriterium. Die Heldenfiguren des Kampfes (Georgsbrunnen, Zornesbrunnen, Fähnrich des Treuebrunnes, Samsonbrunnen, Wildemannbrunnen) entsprechen dem Zeitgeist. Das 16. Jahrhundert war das goldene Zeitalter des Söldnerdiensts, der sich in der Eidgenossenschaft rasch ausgebreitet hatte, bis ihm die Reformation in Bern und Zürich allmählich einen Riegel schob.

## Ikonografisches Programm
Die Figurenbrunnen haben ikonographische Bedeutung. Sechs der insgesamt zehn Figurenbrunnen stellen sakrale Themen dar. Drei davon zeigen Skulpturen aus dem Bereich des Neuen Testaments: der Annabrunnen (1559–1560), der Samariterinbrunnen (1550–1551) und der Johannesbrunnen (1547). Zwei weitere schmücken Heiligenstatuen: der Georgsbrunnen (1524–1525) und der Petrusbrunnen (1592). Das Alte Testament ist mit der Darstellung des Samson auf dem gleichnamigen Brunnen vertreten. Damit thematisieren mehr als die Hälfte dieser Säulenbrunnen ein sakrales Thema. Im Vergleich dazu stellen in Bern von insgesamt zwölf Figurenbrunnen dieser Zeit nur drei, also ein Viertel, ein sakrales Thema dar.

### Georgsbrunnen
Der Georgsbrunnen (Lage) wurde 1524 auf dem Platz vor dem Rathaus anstelle eines älteren Brunnens mit dem heiligen Georg als Holzstatue aufgestellt. Den Drachentöter Georg schuf Hans Geiler aus Stein. Der Heilige Georg wird als geharnischter Ritter zu Pferd dargestellt, der den Lindwurm besiegt und damit die Prinzessin rettet. Diese ist unter dem linken Vorderhuf des Pferdes als Hochrelief dargestellt. Sie kniet auf einem Felsen. Das begleitende Schaf macht sie als heilige Margareta erkennbar. Die Lanze (verschwunden), die Zügel und das Gebiss sind aus Metall.
In der mittelalterlichen Bildsprache ist das Motiv des heiligen Georg als Drachentöter geläufig. Er wird verehrt als Ritter Gottes und der Religion, als Besieger des Bösen und Schlachtenhelfer. Kurz vor der Aufstellung der Brunnenfigur entschied sich die Freiburger Regierung gegen das Luthertum. Auf diesem Hintergrund nimmt der Drachenkampf eine religionspolitische und missionarische Bedeutung an. Mit dem Georgsbrunnen positionierte sich Freiburg in der damals aktuellen Konfessionsfrage in einer kämpferischen Art für den Katholizismus.
Bei der Restaurierung von 1761 ersetzte Tschupphauer das von Geiler geschaffene Kapitell durch ein neues Kompositkapitell und den einfachen durch einen gedrehten Säulenschaft. Zudem reparierte er die Figurengruppe. Gottfried Locher erneuerte die farbige Fassung, von der keine Spuren mehr vorhanden sind.

### Samsonbrunnen
Der Samsonbrunnen (Lage), ein Werk aus der Werkstatt von Hans Gieng, stammt aus dem Jahr 1547 wie der Johannesbrunnen. Auch dieser Brunnen war ursprünglich farbig gefasst. Das Becken wurde 1857 aus den bestehenden Teilen vollständig rekonstruiert und 1957–1958 vollständig ersetzt. Gleichzeitig wurden bei dieser letzten Arbeit die Skulpturen inklusive Säule durch Kopien aus Metzer Stein vom Bildhauer Théo Aeby ersetzt und der ganze Brunnen, der ursprünglich an zentraler Stelle des Platzes stand, an den heutigen Standort in die Nordwestecke des Platzes neben die Liebfrauenkirche verschoben. Die originalen Skulpturen befinden sich seither im Museum für Kunst und Geschichte Freiburg.
Das achteckige Brunnenbecken besteht aus acht Platten aus Solothurner Kalkstein, zusammengehalten durch eiserne Reifen. Eines der Felder auf den Steinplatten ist mit einem Relief verziert. Es stellt das Wappen der Stadt dar (stark verwittert). Die Brunnenröhren und die Muffen dürften laut Strub von ungefähr 1760 stammen. Der Schaft der 115 cm hohen Säule, aus Neuenburger Kalkstein, ist teilweise kanneliert und mit einer Girlande verziert, die an vier stilisierten Blüten aufgehängt ist, von denen vier Stützen herabragen. Das 66 cm hohe Kompositkapitell mit Akanthusdekoration weist geflügelte Puttenköpfe anstelle der stilisierten Blüten im Abakus auf. Der 151 cm hohe Samson in einer Fantasierüstung bändigt den Löwen. Die Löwenzunge ist aus Eisen (bei der Kopie nicht mehr vorhanden).
Die Brunnenfigur stellt das alttestamentliche Motiv des Samson dar, der Stärke symbolisiert. Dieses Motiv war seit dem romanischen und gotischen Mittelalter sehr geschätzt, weil der biblische Held die Figur Christi, des Besiegers des Dämons, darstellte; es wurde auch in der Renaissance gern dargestellt. Dabei handelt es sich sowohl um die körperliche Stärke wie auch um den Mut. In der Renaissance muss das Motiv eine ähnliche Bedeutung gehabt haben, aber mit einer religiösen Note. Als Vorläufer Christi zerreisst Samson dem Löwen das Maul, der für den Dämon und Teufel steht. Neben der sakralen Deutung des Samson als Präfiguration Christi kann er auch allegorisch gedeutet werden. Der Löwenkampf steht in diesem Fall für das Bezwingen des Bösen und wird als Symbol der Stärke verstanden. Am Samsonbrunnen ist der moralische Kampf des Menschen gegen das Böse ins Bild gesetzt. Er zeichnet ein kämpferisches Bild der Stadt, wie man es ähnlich auch am Georgsbrunnen vorfindet. Im Kontext der Reformation kann dieser Brunnen ähnlich wie der Georgsbrunnen als Stellungnahme der Stadt gegen die Reformation gelesen werden, obwohl am Brunnen selbst keine bildlichen Verweise mit antireformatorischen Hinweisen vorhanden sind. Bern besitzt einen «protestantischen» Samson, der drei Jahre vor dem «katholischen» Samson von Freiburg entstand. Inspiriert ist die Freiburger Darstellung von einem Druck von Albrecht Dürer. Gieng behielt Dürers Begeisterung und Leichtigkeit bei, indem er seine Gruppe auf eine realistischere, klassischere Art darstellte.

### Johannesbrunnen

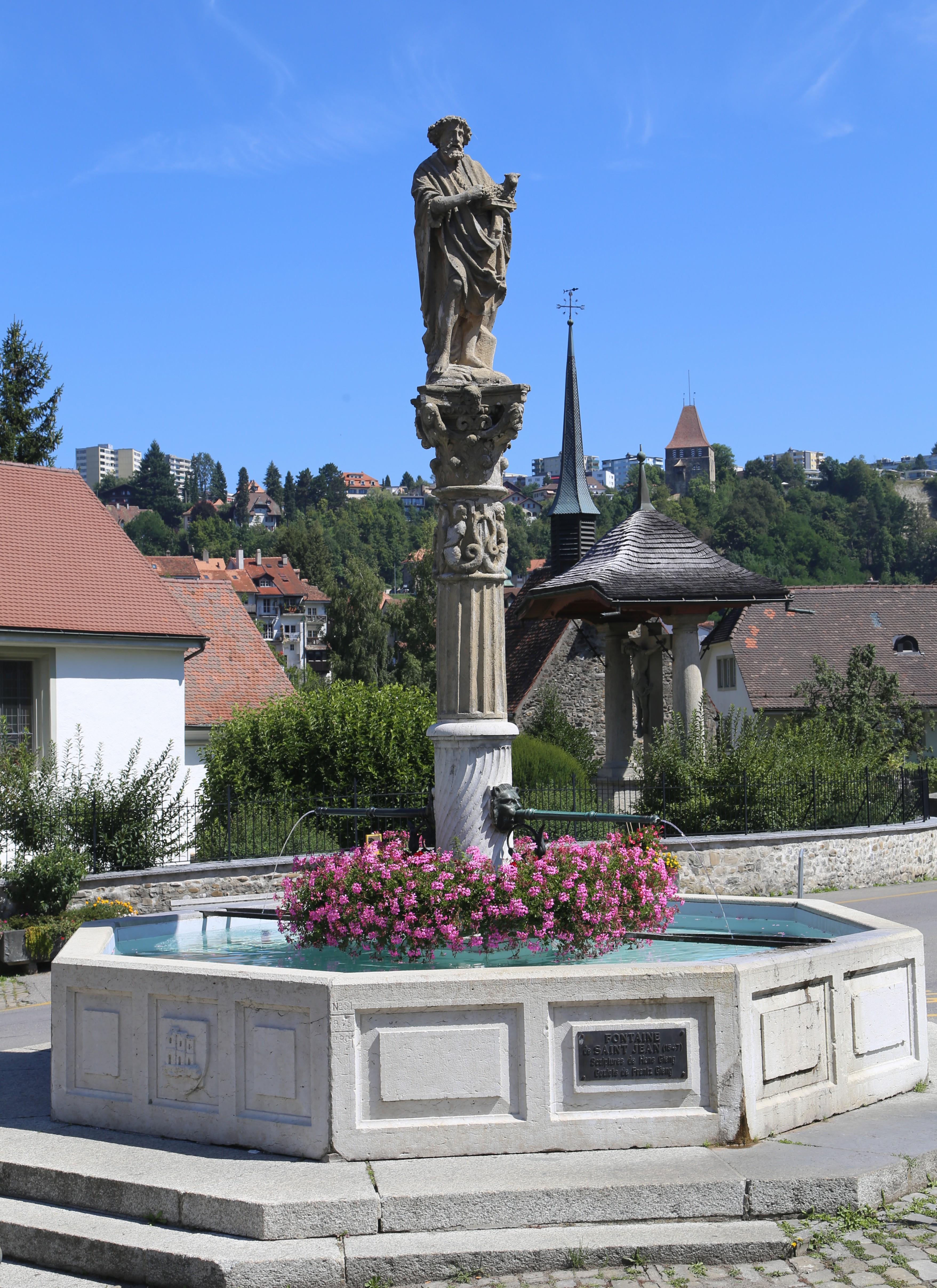
Johannesbrunnen aus der Werkstatt Hans Gieng

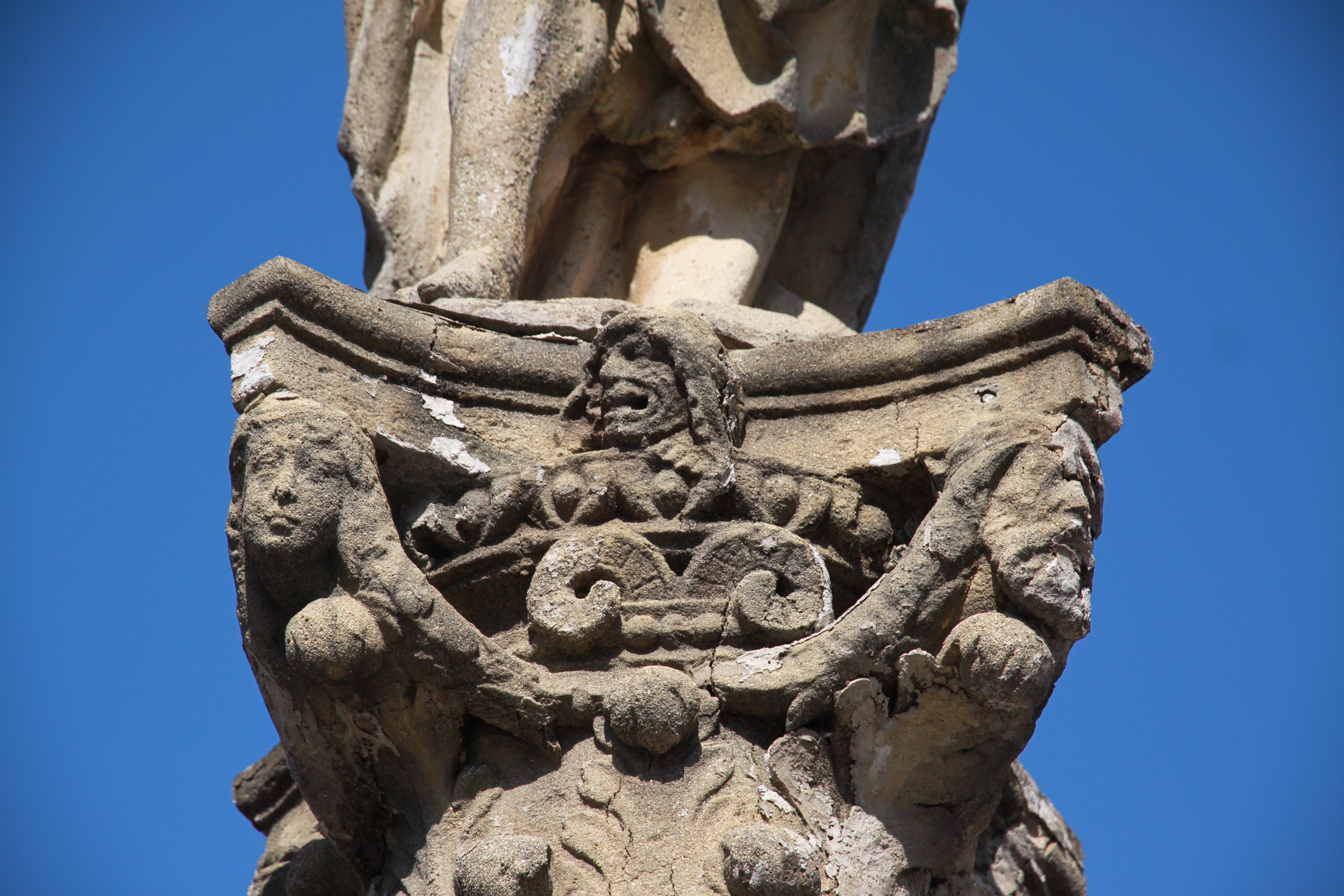
Kapitell des Johannesbrunnens aus der Werkstatt Hans Gieng, 1547

1547 schuf die Werkstatt von Hans Gieng gleichzeitig mit den Skulpturen zum Samsonbrunnen auch die Säule und die Figur für den Johannesbrunnen (Lage). Die Brunnenröhren mit den Löwenmuffen, die erhalten sind, datieren ungefähr um 1760. Das achteckige Brunnenbecken von heute besteht aus acht rechteckigen Platten aus Solothurner Sandstein mit je einem rechteckigen Feld; eines ist geschmückt mit einem rechteckigen Relief, welches das Wappen der Stadt zeigt; ein zweites Relief zeigt in seinem oberen Teil gewundene Kannelierungen, offensichtlich aus einem früheren Zustand. Die beiden Wasserspeier sind mit zwei löwenkopfförmigen Muffen befestigt, unterstützt von zwei Delphinen aus dem gleichen Metall. Der Säulenschaft hat gerippte Kanneluren und unter dem Stab einen Fries, der aus zwei Tritonen und zwei Meerjungfrauen besteht, die zwei Schilde mit dem Wappen des Staates Freiburg präsentieren. Das Kompositkapitell ist von Akanthen umrankt, die Ecken nehmen die Köpfe von Herodes, Herodias, Salome und Johannes dem Täufer ein. Anstelle der stilisierten Blüten des Abakus befinden sich zwei Granatäpfel, ein Kopf der Torheit und ein Grimassen schneidender Kopf. Darüber steht die Figur des Johannes des Täufers, 168 cm hoch, in einem Mantel. In seiner Linken hält er ein metallenes Banner und ein Buch, auf dem sich das mystische Lamm niedergelassen hat, auf das er mit seiner Rechten zeigt.
Die Wahl des Motivs hängt mit der nahegelegenen Johannes-Kirche und der Johanniter-Komturei zusammen, die sich in der Nähe befinden.

### Zornesbrunnen

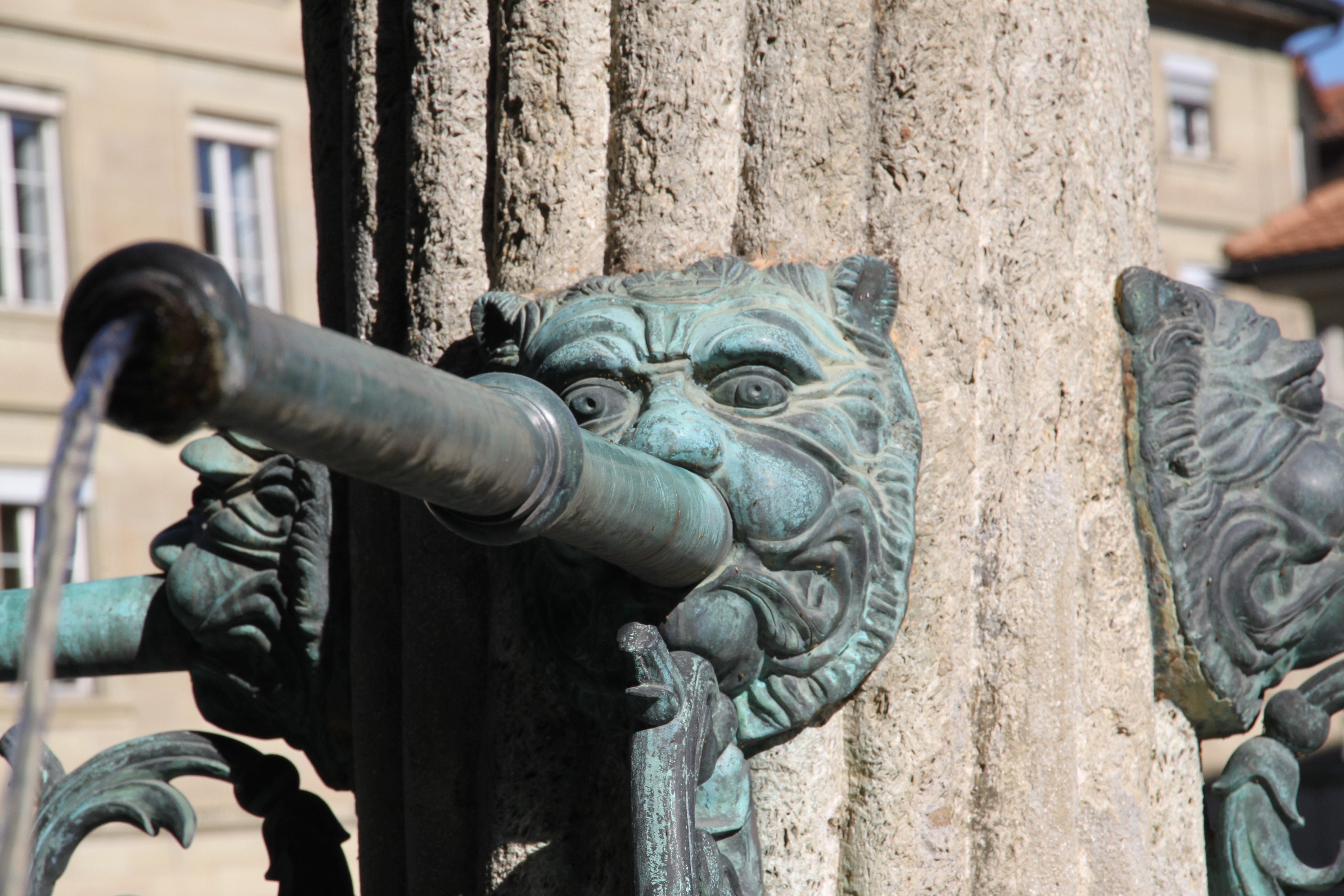
Brunnenröhre mit Löwenkopfmuffe am Zornesbrunnen, 1758

Der Zornesbrunnen (Lage) wurde in der Werkstatt von Hans Gieng gleichzeitig mit dem Stärkebrunnen gefertigt. Die Steinskulptur des Zornesbrunnens ersetzte die Holzskulptur des Vorgängerbrunnens. Die Brunnenröhren und Löwenmuffen stammen aus dem Jahr 1758. Als der Brunnen 1840 von seinem ursprünglichen Standort vor der Südostseite des ersten Rathauses, der heutigen Alten Post, auf den heutigen Katharinenplatz gleich vor dem Chor der St.-Nikolaus-Kathedrale verschoben wurde, rekonstruierte Nicolas Kessler das Brunnenbecken aus den alten Teilen. Von den zwölf Steintafeln des Brunnenbeckens trug eines das Wappen der Stadt Freiburg (heute verblasst) und ein anderes verweist mit der Jahreszahl 1548 auf die Entstehungszeit. Gleichzeitig mit der Verschiebung des Brunnens restaurierte Kessler auch die Brunnenfigur und die Säule mit dem Kompositkapitell. 1932–1933 ersetzte der Künstler Théo Baud aus Genf die Brunnenfigur und die Säule durch eine Kopie. Das Original fand im Museum für Kunst und Geschichte Freiburg Platz.
Wie die Steinplatten des Beckens sind auch die Säule, die im unteren Teil schräg verlaufende Kanneluren aufweist, und die Brunnenfigur aus Sandstein aus La Molière (Schweizer Jura). Der glatte, 133 cm hohe Säulenschaft ist mit einer Girlande aus Münzen verziert, die an vier Tiermasken aufgehängt ist, an denen ebenfalls vier Blütengehänge befestigt sind; an der Girlande selbst hängen zwei Sanduhren und zwei Schädel, aus denen Schlangen herausragen. Das 59 cm hohe Kompositkapitell zeigt den traditionellen Akanthus und vier musizierende Putten, die auf Muscheln stehen. Ein Schafskopf, der auf den ursprünglichen Standort des Brunnens in der Metzgergasse verweist, befindet sich an der Stelle einer der Abakusblüten.
Die 117 cm hohe Figurengruppe stellt einen Ritter in Harnisch dar. In seiner rechten Hand schwingt er drohend einen Säbel. Zu seinen Beinen sitzt ein Löwe, dessen Schwanz sich um den linken Unterschenkel des Kriegers schlängelt.
Im 19. Jahrhundert sah man in der Figur noch den Stadtgründer Herzog Berthold IV. von Zähringen. Im 20. Jahrhundert revidierte man diese Identifikation und bezeichnete sie als Personifikation der Wachsamkeit oder auch der Tapferkeit, weshalb der Brunnen bis heute oft als Tapferkeitsbrunnen bezeichnet wird. Beide Benennungen erfassen die Bildaussage nicht zufriedenstellend. Aufgrund eines Holzdrucks von Hans Burgkmair aus der gleichen Folge von Tugenden und Lastern (um 1510), die auch für den Stärkebrunnen als Vorlage diente, versteht man den Ritter in Harnisch heute als Personifikation des Zorns. Der gezähmte Löwe legt nahe, dass nicht der negativ besetzte Jähzorn, der zu Kontrollverlust führt, sondern der gerechte, heilige Zorn, der zu positivem Tun anregt, ins Bild gesetzt ist. Der Löwenhelm auf dem Kopf des Kriegers legt einen Vergleich mit Herkules nahe, der oft auch mit einem Löwen dargestellt wird, aber statt eines Schwertes eine Keule besitzt.
Herkules ist mit seinen heroischen Taten ein exemplarisches Vorbild im christlichen Sinne und lässt sich hier als Kämpfer Gottes deuten. Damit passt dieser Brunnen gut in die weiteren Kampfdarstellungen der Renaissancebrunnen der Stadt, die sich einmal mehr kämpferisch gegen Häresie positionierte.

### Stärkebrunnen
Der Stärkebrunnen (Lage) wurde in der Werkstatt von Hans Gieng 1549–1550 gleichzeitig mit dem Zornesbrunnen erschaffen. Hans Schäuffelin fasste die Statue und den Säulenschaft farbig. Die bronzenen Wasserspeier und die Löwenmuffen aus Bronze stammen aus dem 18. Jahrhundert. Das Kompositkapitell, Höhe 45 cm, ist mit traditionellen Akanthenblättern verziert; anstelle der Blüten im Abakus lächeln Köpfe beflügelter Putti. Die Kardinaltugend der Stärke (lateinisch Fortidudo genannt) ist als junge Frau in Rüstung, mit Helm und einem wehenden Rock elegant ins Bild gesetzt. Sie stellt ihren linken Fuss auf das abgebrochene Kapitell der Säule, die sie mit ihrem rechten Arm umfasst.
1963–1964 wurde der ganze Brunnen überholt. Dabei wurde die Säule samt Brunnenfigur ins Museum für Kunst und Geschichte überführt. Der Bildhauer Théo Aeby schuf eine Kopie, die seither am originalen Standort des Brunnens zu sehen ist.
Die Personifikation der Stärke kommt in Italien schon im 14. Jahrhundert vor und wird im 15. und 16. Jahrhundert auch nördlich der Alpen geläufig. Im Gegensatz zu Samson, der die profane physische Stärke symbolisiert, stellt Fortidudo die Tugend der Stärke dessen dar, was Tapferkeit, Mut und Kühnheit ausmachen. Die Allegorie der Stärke ist nicht nur Symbol der Fortitudo, sondern verweist als Kardinaltugend auf den Kampf der Tugenden gegen die Laster der Psychomachia des Prudentius. Diese Darstellung geht wohl auf eine Vorlage von Hans Burgkmair zurück. Damit positioniert sich Freiburg, nachdem vor einigen Jahren Martin Luther seine Thesen publiziert hatte und die Frage des «rechten» Glaubens die Öffentlichkeit bewegte, wie mit den meisten Figurenbrunnen dieser Zeit gegen die Reformation.

### Samariterinbrunnen

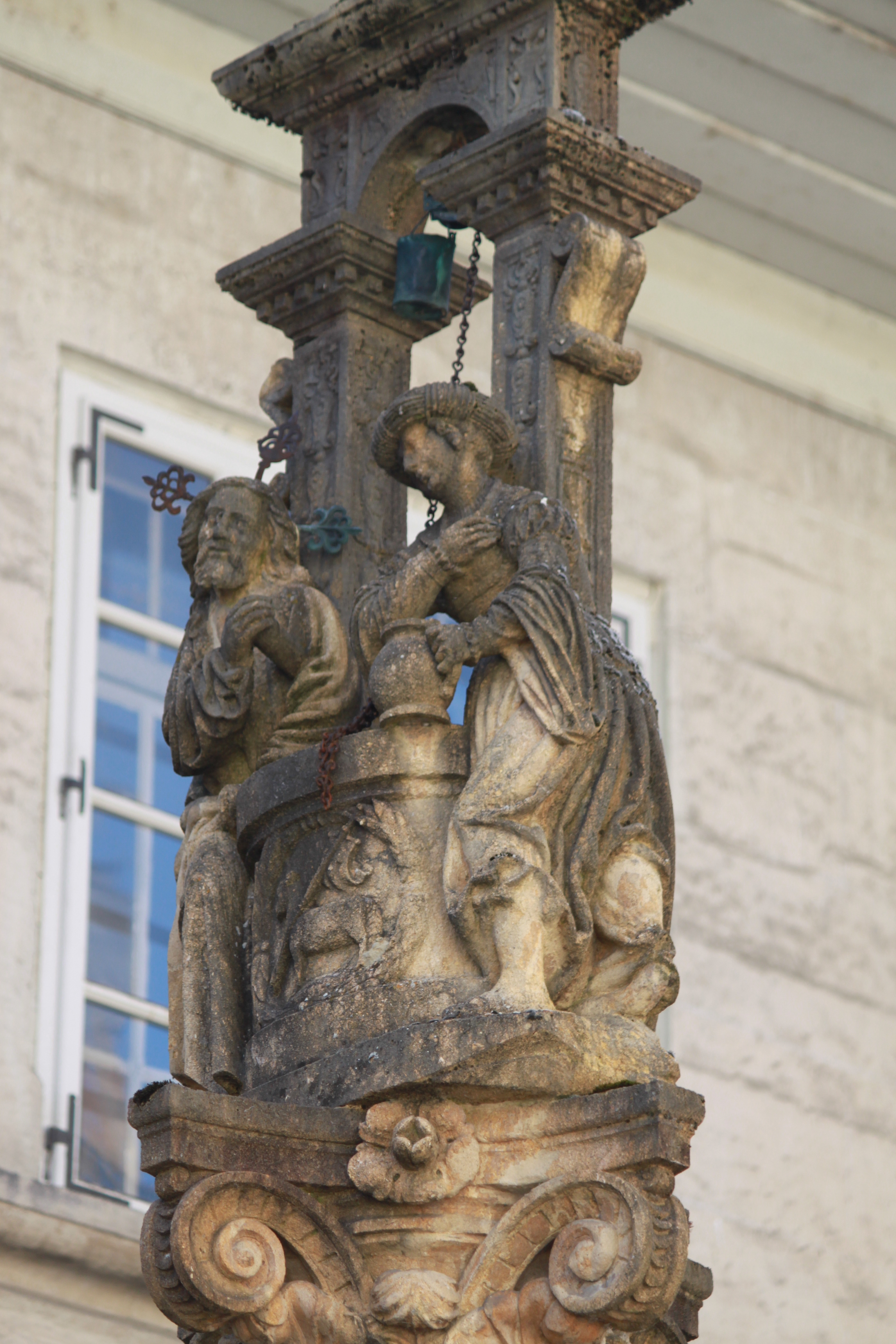
Die Samariterin lässt sich bekehren und wird zur Missionarin

Der auffallendste Freiburger Figurenbrunnen ist derjenige der Samariterin (Lage); Hans Fries schuf diesen Brunnen 1550/1551. Neben Freiburg kommt dieses Motiv schweizweit nur noch in Pruntrut an einem öffentlichen Laufbrunnen vor und ist direkt vom Freiburger Beispiel inspiriert. Aufgrund dieser Einzigartigkeit kommt diesem Brunnen eine besondere Bedeutung für die Stadt Freiburg zu.
Die Brunnensäule steht auf dem Brunnenstock, der in der Mitte des Beckens steht. Über der reich dekorierten Säule ist ein Ziehbrunnen, der Jakobsbrunnen, dargestellt. Links lehnt sich Christus, rechts die Samariterin an den Rand des Brunnens. Die Figurengruppe stellt die Begegnung Christi mit einer samaritischen Frau dar, die zum Wasserschöpfen an den Jakobsbrunnen kam. Die dargestellte Szene gibt einen Moment im Johannesevangelium 4,1–42 wieder und ist als Erzählung zu verstehen. Am Jakobsbrunnen entspannt sich ein Gespräch zwischen den beiden Personen, in dessen Verlauf Christus der Frau das Wasser des Lebens anbietet und sie zum Glauben bekehrt. Die Samariterin geht darauf in ihr Dorf zurück, um von ihrem Erlebnis zu erzählen. Hernach begeben sich die Bewohner ebenfalls zum Brunnen und lassen sich von Christus bekehren.
Nicht wie die übrigen Figurenbrunnen, die als Allegorien, als Sinnbilder, wirken, entfaltet der Brunnen der Samariterin seine Wirkung mit narrativen Mitteln. Auf der Vorderseite des Jakobsbrunnens ist das Lamm Gottes, gerahmt von einem Lorbeerkranz, dargestellt. Auf der Rückseite wird der Sündenfalls gezeigt. Damit ist der narrative Kontext der Heilsgeschichte deutlich. Der Sündenfall evoziert den Anfang, das Lamm Gottes verweist auf das Jüngste Gericht.
Damit thematisiert die Figurengruppe die Wandlung einer Heidin und Sünderin in eine Christin und Missionarin. Die Frau wird durch ihre Einsicht und ihr Verhalten zu einem nachahmenswerten Vorbild. Sie richtet sich direkt an den Betrachter, den sie auffordert, wie sie um das Wasser des Lebens zu bitten, um dadurch das ewige Leben zu erlangen. Totenkopf und Sonnenuhr am Pfeiler des Ziehbrunnens direkt über dem Kopf der Frau bekräftigen die Aufforderung mahnend.
Unter dem Kapitell befindet sich ein Reliefstreifen. Darin fällt ein im Dreiviertelprofil dargestellter Männerkopf mit Bart auf. Die markante Nase, stark hervortretende Augenbrauen und Gesichtsfalten verleihen dem Gesicht individuelle Züge. Man identifizierte das Porträt mit Niklaus von Flüe, der entscheidend zur Aufnahme Freiburgs in die Eidgenossenschaft beigetragen hatte. Der Lorbeerkranz um das Porträt verdeutlicht, dass es als Hommage an Niklaus von Flüe zu verstehen ist. Er war für die Freiburger eine eidgenössische Identifikationsfigur.
Damit erinnert der Brunnen der Samariterin nicht nur an die biblische Geschichte, sondern er verweist auch auf ein politisches Ereignis, das damals noch gar nicht so weit in die Vergangenheit entrückt war. Die Stadt inszeniert sich – wenige Jahre nach der Veröffentlichung von Martin Luthers Thesen – als katholische Stadt, welche die Bewohner zu einem katholischen Glaubensbekenntnis ermahnt. Dies tat sie auch mit dem Ausschluss aus den Räten von Ausländern, die verdächtigt wurden, den falschen Glauben zu verbreiten, und mit der Verbannung jener, welche das vom Geheimen Rat 1524 erlassene und zwischen 1535 und 1540 revidierte Glaubensbekenntnis nicht ablegen wollten. Und mit Niklaus von Flüe, der schon damals in der Deutschschweiz wie ein Heiliger verehrt wurde, bekräftigt sie auch ihre Zugehörigkeit zur Eidgenossenschaft.

### Annabrunnen

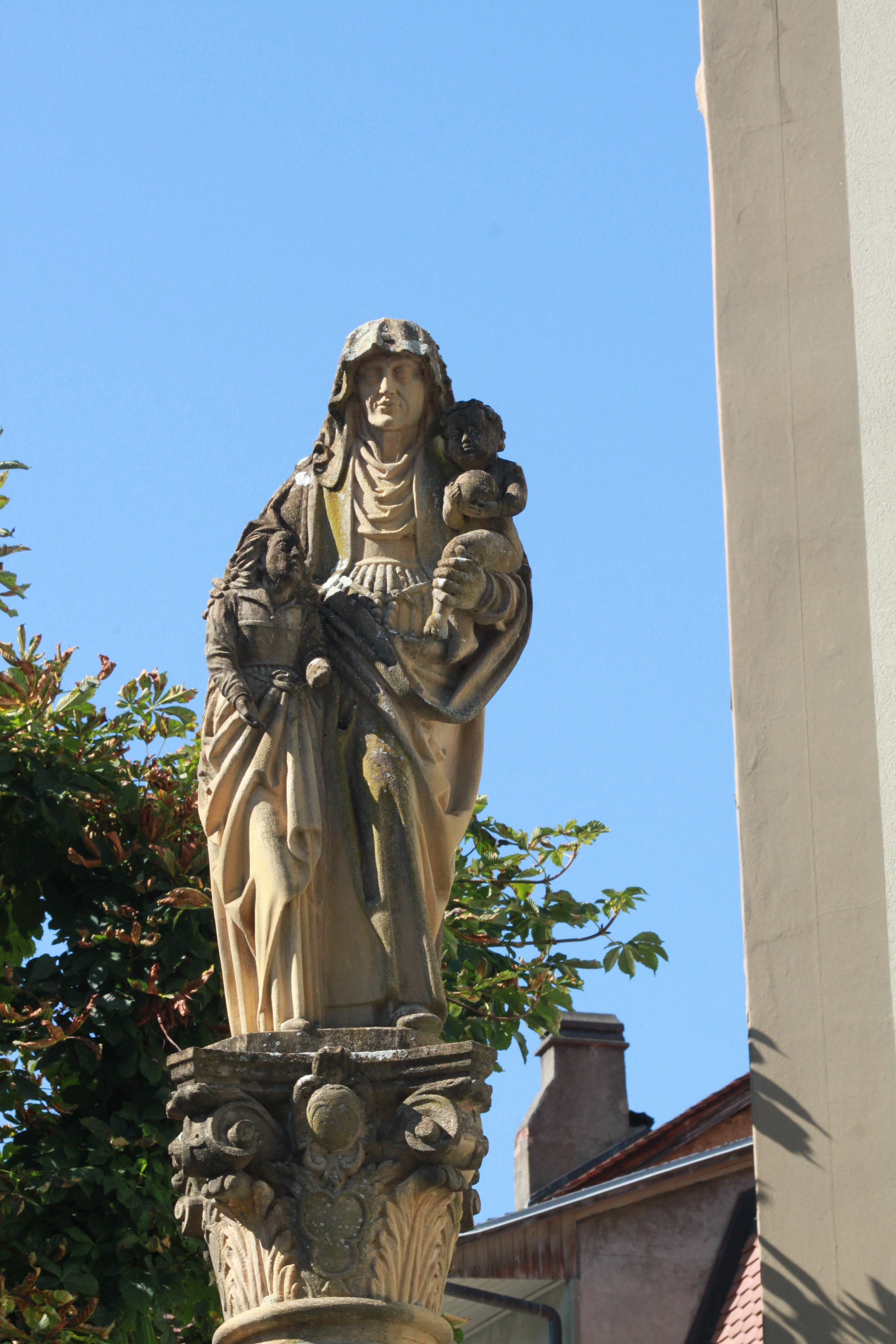
Die heilige Anna selbdritt, Skulpturengruppe des Annabrunnens der Werkstatt Hans Gieng (1559)

Die Statue und die Säule des Annabrunnens (Lage) entstanden in der Werkstatt von Hans Gieng im Jahr 1559. Der Maler Hans Schäuffelin versah die Brunnenfigur mit einer farbigen Fassung, die heute nicht mehr vorhanden ist. Das heutige Kompositkapitell schuf der Bildhauer Tschupphauer 1763, der bei dieser Gelegenheit auch kleine Reparaturen an der Statue vornahm. Eine allgemeine Restauration des Brunnens wurde 1927 durchgeführt.
Das rechteckige Wasserbecken aus Sandstein von La Molière wird von Metallreifen zusammengehalten. Das Becken mit abgeschnittenen Ecken ist völlig glatt und trägt die eingravierte Jahreszahl 1559; es stammt aber höchstens aus der Zeit um 1760, ebenso wie der viereckige Sockel der Säule und die vier Bronzespeier, die von reptilienköpfigen Muffen und geschwungenen schmiedeeisernen Bügeln gehalten werden. Der glatte, 145 cm hohe Schaft ist im unteren Bereich mit einer Reihe von Akanthuspalmen und im oberen Bereich mit zwei Figurenfriesen verziert: Der obere zeigt vier Musikanten, darunter drei Putten und eine Art Pilger, der zweifellos daran erinnert, dass sich das Hospiz St. Jakob in der Samaritergasse in der Nähe befand; der untere Fries, der sich unter dem vorherigen befindet, besteht aus vier Satyrn, die Gerberwerkzeuge halten. Das 48 cm hohe, mit Akanthus verzierte Kompositkapitell hat leere Kartuschen anstelle der Blüten des Abakus. Die 155 cm hohe Figurengruppe besteht aus der heiligen Anna, ihrer heranwachsenden Tochter Maria (Mutter Jesu) zu ihrer Rechten und dem auf ihrem linken Arm sitzenden Jesuskind. Die heilige Anna ist auf diesem Brunnen als Schutzpatronin der Gerberbruderschaft dargestellt.
Obwohl es zur damaligen Zeit unüblich war, eine weibliche Heiligenfigur auf einen öffentlichen Brunnen zu stellen, wählte Freiburg die Darstellung der heiligen Anna und greift damit den Anna-Kult auf, der um 1500 einen ersten Höhepunkt erreichte. Die heilige Anna wird in den Evangelien nicht erwähnt, wurde aber 1584 in den liturgischen Kalender der katholischen Kirche aufgenommen. Die Darstellung der heiligen Anna selbdritt, wie der deutsche Fachausdruck heisst, also die Darstellung der heiligen Anna in Begleitung ihrer Tochter Maria und des Jesuskinds, waren damals geläufig. Die heilige Anna verkörpert die mütterlichen Tugenden und veranschaulicht das von der Gegenreformation gepriesene Familienmodell; darum die Zärtlichkeit, die in Giengs Darstellung zu spüren ist. Obwohl – oder gerade weil? – eine weibliche Heiligenfigur nicht auf einen Brunnen gehörte, diente sie ab 1559 jedem als Blickfang, der auf dem Weg über die gedeckte Bernbrücke ins damalige Stadtzentrum gelangen wollte. Damit nahm Freiburg pointiert Stellung gegen die Reformation, wie sie unter anderem in Bern vertreten wurde.

### Petersbrunnen

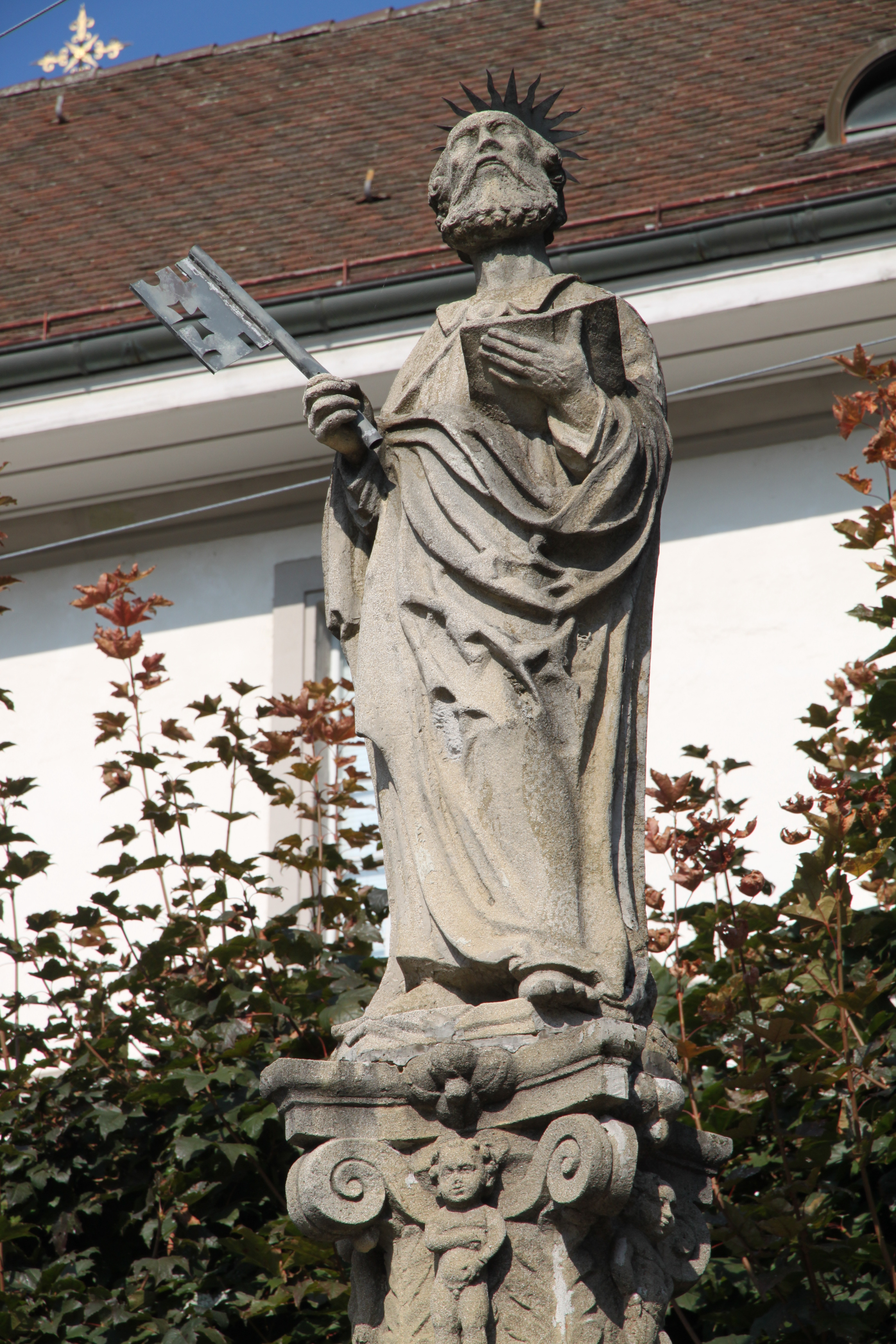
Petrus-Statue von Stephan Ammann (1592)

Die Brunnenfigur und die Säule des Petersbrunnens (Lage) schuf 1592 Stephan Ammann; Hans Offleter der Ältere überzog sie mit einer farbigen Fassung und Conrad Kleli besorgte die Metallbeschläge für den Brunnen. Seit dem Ende des 19. Jahrhunderts befindet sich der Petersbrunnen vor der Hauptfassade des Alten Bürgerspitals. Zuvor plätscherte der Brunnen ungefähr dort, wo heute ein Kiosk am Rand des Python-Platzes ist.
Das achteckige Brunnenbecken besteht aus Solothurner Kalkstein. Auf der hinteren Steinplatte prangt ein Relief mit dem Freiburger Stadtwappen. Der achteckige Sockel der Säule ist mit vier Bronzespeiern versehen, die von schmiedeeisernen Rollen getragen werden. Sie stammen aus dem 19. Jahrhundert, also aus der Zeit, als der Brunnen an den heutigen Standort verschoben wurde. Der kurze, 88 cm hohe Schaft ist mit einem abgeflachten Arabeskennetz mit den Wappen des städtischen Baumeisters Erhard Garmiswil und dem des Schatzmeisters Peter Kaenel geschmückt. Das 56 cm hohe Kompositkapitell weist zusätzlich zu seinem Akanthusschmuck vier auf einer Kugel stehende Putten auf. Die etwa 156 cm hohe Statue zeigt den Heiligen Petrus, der in der linken Hand ein aufgeschlagenes Buch und in der rechten Hand zwei grosse Schlüssel hält; die Schlüssel und der Nimbus sind aus Metall.
Die Wahl für den Heiligen hängt damit zusammen, dass sich früher in der Nähe eine Petrus-Kapelle befand. Wie das in vielen Städten damals üblich war, spielte der Standort eines Brunnens für sein ikonografisches Thema eine Rolle. Das war auch im Fall des Freiburger Petersbrunnes und des Johannesbrunnens so.
Stephan Ammann inspirierte sich für die Dekoration der Säule an Werken von Gieng, vor allem am Stärkebrunnen für den Schaft und für das Kapitell am Zornesbrunnen. Die Figur des Petrus erreicht nicht mehr die künstlerische Qualität eines Hans Gieng.

### Treuebrunnen

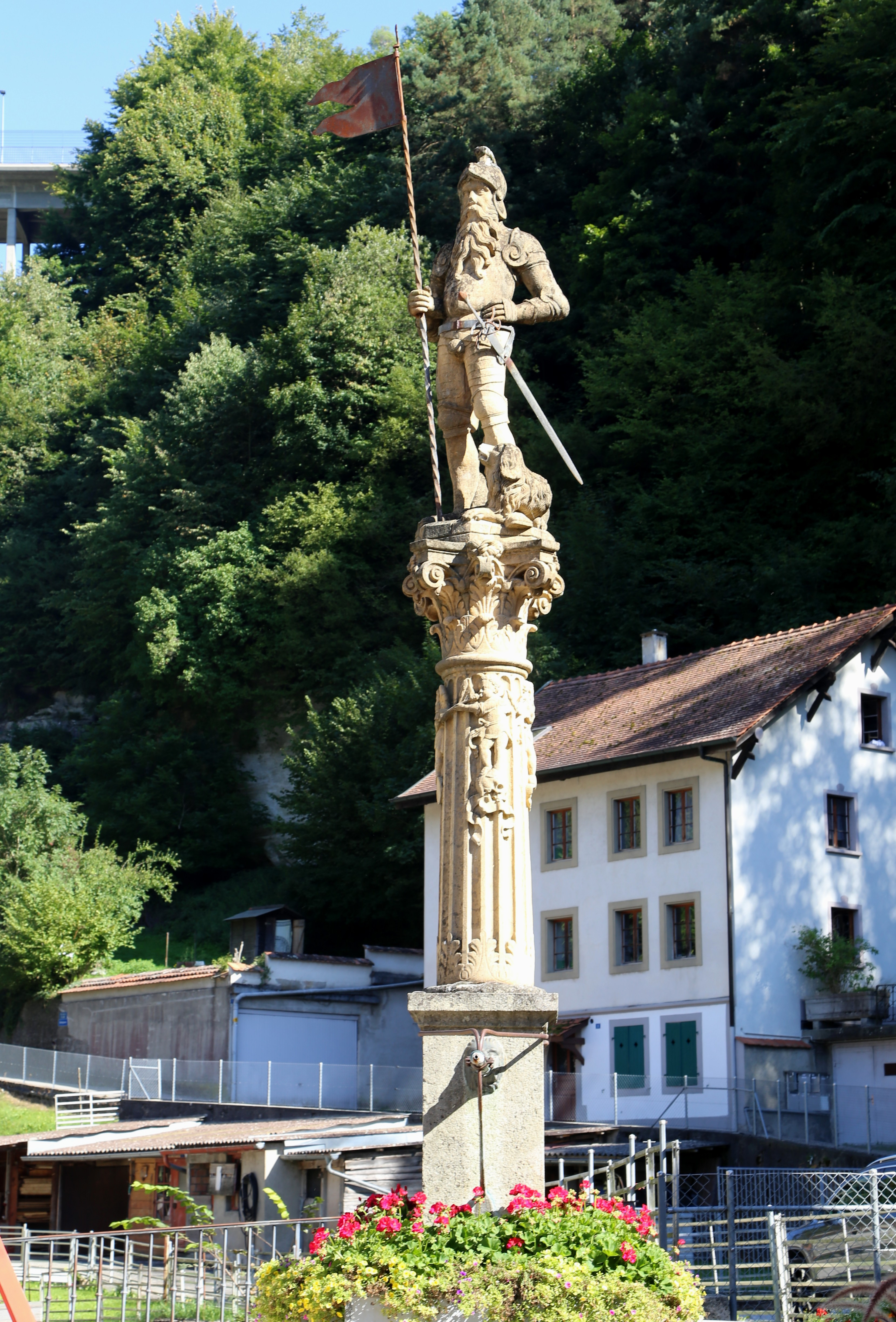
Säule mit Kapitell aus der Werkstatt Gieng (1552–1553), Statue des Fähnrichs von Stephan Ammann (1606)

Die Säule mit dem Kapitell entstanden gleichzeitig mit anderen Brunnen in der Werkstatt von Hans Gieng in den Jahren 1552–1553. Die Statue des Bannerträgers (Lage) schuf Stephan Ammann 1606 und Hans Offleter der Jüngere trug die polychrome Fassung auf. 1938–1939 erfuhr der Brunnen unter Verwendung des Beckens von 1768 eine Restaurierung. Dabei wurden die Brunnenfigur und die Säule mit dem Kapitell durch Kopien von A. Laurenti ersetzt. Die Originale befinden sich seither im Museum für Kunst und Geschichte Freiburg.
Einige Felder des achteckigen Beckens sind mit Reliefs verziert. Auf dem zentralen Feld prangt das Stadtwappen, das Feld rechts davon präsentiert das Wappen der Familie Gady zwischen den eingravierten Initialen G B, was für François-Xavier de Gady, den Baumeister, steht. Dann folgt eine Platte mit dem heiligen Beat, dem Apostel der Schweiz, der einen Drachen tötet und die Initialen I I W M, welche den damaligen Werkmeister Jakob Jungo bezeichnen. Das Feld links des Stadtwappens zeigt das Raemy-Wappen, welches auf den Schatzmeister Nicolas Raemy hinweist und mit der Jahreszahl der Ausführung gerahmt ist. Daneben ein Trompete spielender Engel neben dem heiligen Beat, dann ein Fisch und eine Vase. Die Felder der vier verbleibenden Seiten sind jeweils mit einer Rautenspitze besetzt. Die beiden bronzenen Wasserröhren, die an Löwenkopf-Muffen befestigt sind, stammen aus der gleichen Zeit. Die Gieng-Säule hat einen kannelierten, 132 cm hohen Schaft mit einer Reihe von Palmetten an der Basis und einem Fries mit vier musizierenden Putten, die auf einer Muschel, einer Scheibe beziehungsweise zwei Totenköpfen stehen; auf dem 50 cm hohen, mit Akanthus verzierten Kompositkapitell sind anstelle der Abakusblüten Trauben. Die 185 cm grosse Gruppe von Stephan Ammann besteht aus einem geharnischten Fähnrich in Vollharnisch mit Standarte in der rechten Hand, Schwert an der Seite und einem Hund zu seinen Füssen. Die Fahne und das Schwert sind aus Eisen. Spuren einer Polychromie deuten auf die ehemalige Farbfassung.
Die Figurengruppe stellt offensichtlich eine Personifizierung der Treue dar, obwohl auf einer Lithographie des Künstlers Philippe de Fégely von 1830 dieser Brunnen als Beatusbrunnen bezeichnet wird, was auf die Reliefs dieses Heiligen in den Feldern des Beckens zurückzuführen ist. Die Säule mit dem Kapitell stellt ein Meisterwerk der Werkstatt des Hans Gieng dar. Dagegen ist die Figurengruppe des Stephan Ammann ein ehrliches Handwerk, wirkt aber statisch, stumm und etwas schwerfällig.
Fähnriche, damals Venner genannt, war eines der höchsten Ämter in der Stadt Freiburg. Der Hund steht für die Treue, die Loyalität. Ursprünglich als Bannerträger in Kriegen eingesetzt, symbolisierte der Fähnrich auch die militärische Macht. Mit diesem Bannerträgers, einem in der Schweiz beliebten Brunnenmotiv, vermittelt die Stadt dem Besucher, der durch das Berntor oder das Galterntal in die Zähringerstadt an der Saane kam, an einem strategisch wichtigen Standort ihre Wehrhaftigkeit, ihre Stärke.

### Wilder-Mann-Brunnen

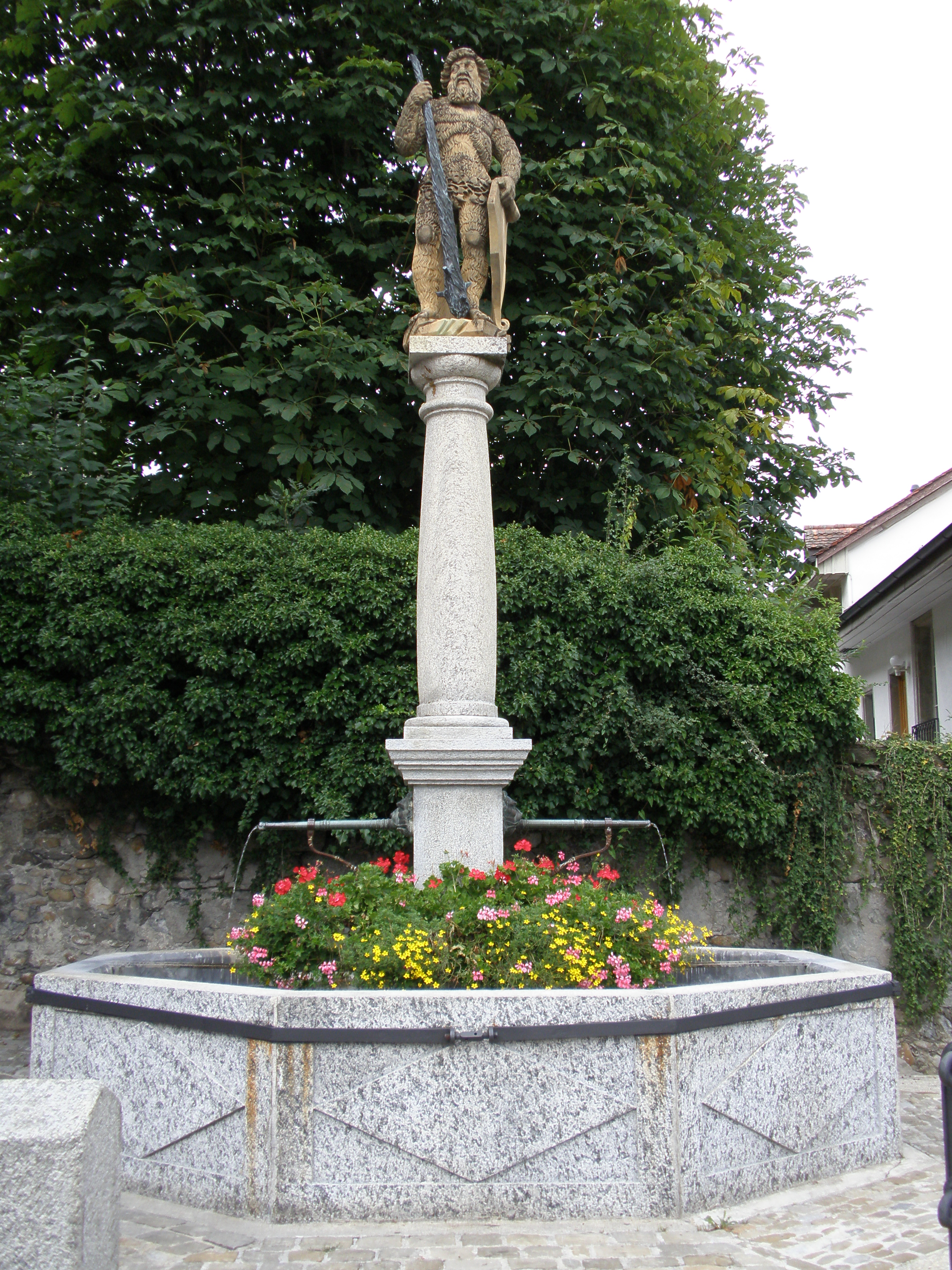
Brunnen des Wilden Mannes in der Unterstadt

Der Brunnen des Wilden Mannes (Lage), der dem Bildhauer Stephan Ammann zugeschrieben wird, wurde 1626–1627 erschaffen. Ammann starb wahrscheinlich 1627. Jedenfalls hatte dieser Brunnen nie eine mit Ornamenten dekorierte Säule und ein Kompositkapitell. 1959–1960 wurde der ganze Brunnen überholt. Bei dieser Gelegenheit ersetzte eine Kopie von Antoine Claraz die originale Brunnenfigur, die seither im Museum für Kunst und Geschichte Freiburg zu sehen ist.
Im Verlauf der Zeit veränderte sich die Umgebung des Brunnens. An dieser Stelle verschwand die Stadtmauer 1822. 1876 entstand die Route Neuve, wodurch der Brunnen nun isoliert auf der Strassenkreuzung seinen Charakter als Arbeitsplatz und Treffpunkt verloren hatte. Deshalb wurde er an den östlichen Rand dieser Strassenkreuzung gesetzt und schaut nach Westen.
Dieser Brunnen wurde wegen der Nähe der Auberge du Sauvage (Herberge zum Wilden Mann) in der Route de la Neuveville ausgewählt, dem Sitz der Bruderschaft der Sämischgerber, der auch Sauvage genannt wurde. In künstlerischer Hinsicht erreicht diese Figur das Niveau eines Hans Gieng nicht mehr, obwohl dessen Einflüsse noch spürbar sind.
Der Brunnen des Wilden Mannes in der Freiburger Neustadt folgt einer beliebten Tradition des Mittelalters und der frühen Neuzeit. Der wilde Mann steht für den Kampf der Tugenden gegen die Laster. Er bildet eine Gegenwelt zur höfischen Welt. Mit seiner Keule in der linken Hand und dem Wappenschild in der anderen ist er dem Bannerträger vergleichbar. Er symbolisiert einerseits die Macht der Stadt, andererseits ist er eine Figur des Kampfes gegen die Laster. Der Brunnen reiht sich mit seiner moralischen Botschaft nahtlos ein in das katholisch geprägte Figurenprogramm der übrigen Renaissancebrunnen in Freiburg.

## Bedeutung
Folgende Figurenbrunnen gehören zum Bestand der Kulturgüter von nationaler Bedeutung.
- Georgsbrunnen (Hans Geiler) KGS Nr. 02126
- Samsonbrunnen (Hans Gieng) KGS Nr. 02125
- Johannesbrunnen (Hans Gieng) KGS Nr. 02127
- Zornesbrunnen (Tapferkeitsbrunnen) (Hans Gieng) KGS Nr. 02124
- Stärkebrunnen (Hans Gieng) KGS Nr. 02122
- Samariterinbrunnen (Hans Gieng) KGS Nr. 02123
- Annabrunnen (Hans Gieng) KGS Nr. 02130
- Treuebrunnen (Statue, Stephan Ammann), Säule mit Kapitell (Hans Gieng), KGS Nr. 02121

Der Petersbrunnen und der Brunnen des Wilden Mannes von Stephan Ammann zählen zu den Kulturgütern von regionaler Bedeutung.